# Kem Ley
Pour les articles homonymes, voir Ley (homonymie).
Kem Ley (en khmer : កែម ឡី; 19 octobre 1970 – 10 juillet 2016) était un chroniqueur et activiste politique. Il était connu pour ses chroniques politiques, dans lesquelles il faisait de sévères critiques de la direction de l'actuel gouvernement, sous le contrôle du Parti du peuple cambodgien (PPC). Il a été assassiné lors de ce qui est considéré comme un crime politique, le 10 juillet 2016, dans une station essence de Phnom Penh,.
Il est le troisième activiste notable à être tué, après le syndicaliste indépendant Chea Vichea en 2004, et l'activiste environnemental Chut Wutty en 2012.

## Formation et carrière
À partir de 1998, il travaille comme chercheur dans des projets de lutte contre le HIV et le Sida, et comme analyste dans quelques projets non-gouvernementaux tels que PSHRA et pour des agences de l'ONU, comme le PNUD, l'UNICEF, l'ONUSIDA, ainsi que pour l'Agence des États-Unis pour le développement international. Kem Ley est né dans la commune de Leay Bou, située dans le district de Tram Kok, dans la province de Takeo au Cambodge. Il termine ses études de médecine en 1992, et poursuit en Master recherche à l'université Chulalongkorn, en Thaïlande, de 1996 à 1997. En 2008, il est reçu docteur de l'université de Malaisie.

## Le chroniqueur politique
Au moment de sa mort, Kem Ley est au milieu de sa campagne « 100 jours avec les familles khmères », au cours de laquelle il passe du temps avec des familles rurales pour creuser avec elles les problèmes et trouver les raisons fondamentales des difficultés que rencontre le Cambodge. Les trois œuvres connues sur lesquelles il travaillait comprennent des articles politiques prévus en 90 épisodes, qu'il a appelés série comique – il venait de finir le 19e épisode –, des synthèses de résultats de sa campagne « 100 jours », ainsi qu'une histoire qu'il a appelé « L'homme noir en chemise blanche ». Il critique également le gouvernement sur des sujets comme l'abattage illégal d'arbres, les questions de frontière, et de corruption. Quelques jours seulement avant son assassinat, de nombreux journalistes locaux et internationaux l'ont approché pour qu'il commente le rapport de Global Witness qui attaque la famille de Hun Sen. Le rapport s'intitule « Hostile Takeover: The Corporate Empire of Cambodia's Ruling Family. »
En juin 2015, il avait fondé son propre parti politique, le Parti de la démocratie citoyenne (Grassroots Democracy Party).

## Vie personnelle
En juillet 2016, il laisse derrière lui sa femme Bou Rachana, ses quatre fils et un enfant à naître. Son épouse laisse alors entendre qu'elle souhaite partir s'installer en Australie pour des raisons de sécurité.

## Assassinat et conséquences

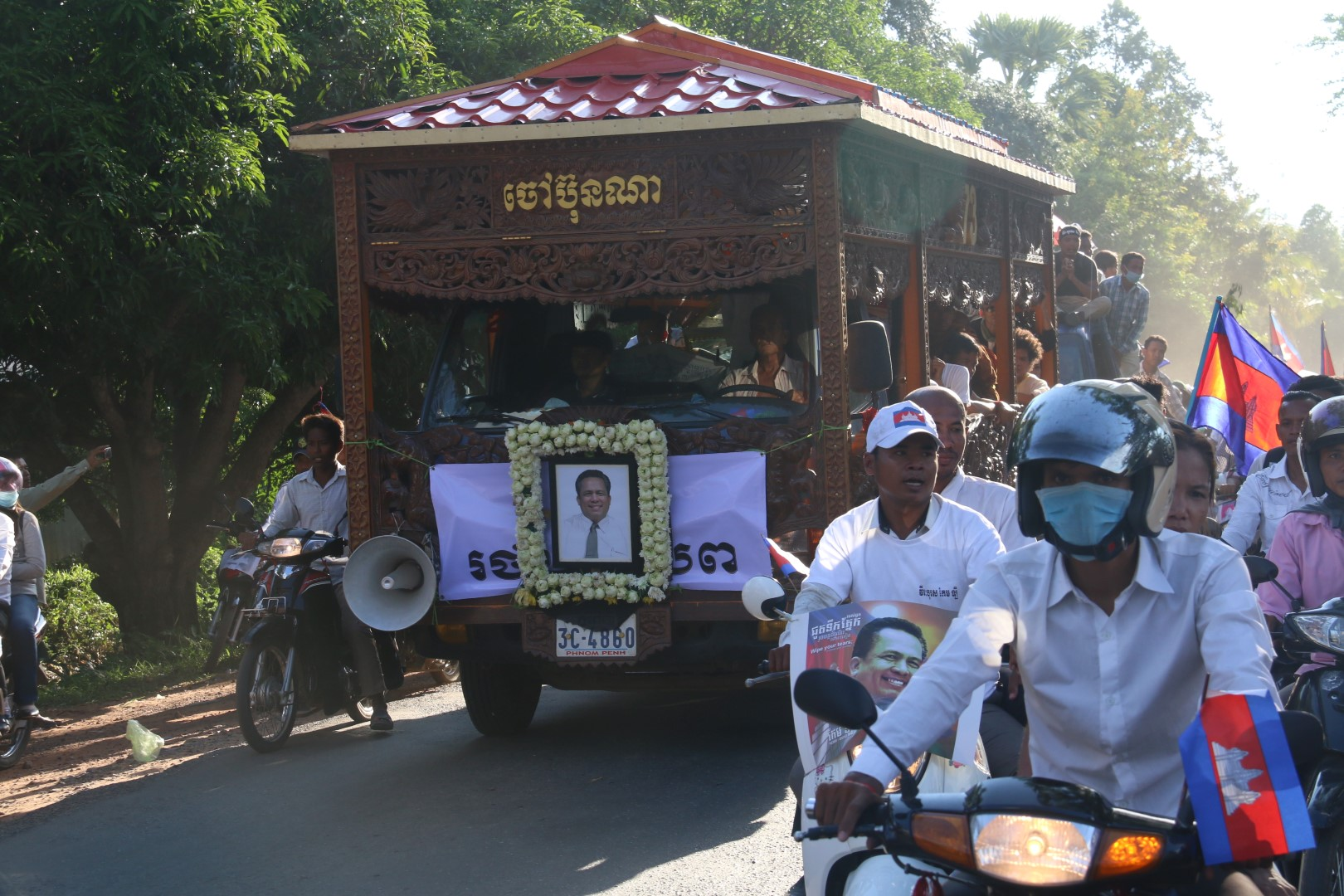
Procession funéraire.

Kem Ley est tué le matin du 10 juillet 2016 dans un café d'une station essence à Phnom Penh. Sa mort survient quelques jours après ses critiques sur Hun Sen et ses proches, à la suite de la publication d'un rapport de Global Witness qui estime leur fortune familiale à 200 millions de dollars au minimum. Un suspect est arrêté ; il avoue le crime par la suite,. Son corps est drapé dans le drapeau cambodgien et emporté à la pagode de Wat Chas, dans le district de Chroy Changva. 
La thèse la plus largement répandue est que sa mort est politique,,, malgré les réfutations du premier ministre Hun Sen. Sa disparition est condamnée dans le pays et internationalement. Le département d'État américain déclare être « profondément inquiet » du meurtre de Kem Ley, et demande une enquête approfondie. De la même manière, les Nations unies pressent également les autorités d'enquêter,. L'ambassadeur du Royaume-Uni au Cambodge, Bill Longhurst, qualifie sa mort de « perte importante pour le Cambodge »,. Le premier ministre Hun Sen condamne le meurtre, et demande une enquête approfondie. 
Son corps est emporté dans son village natal à Takeo, le 24 juillet 2016, accompagné d'environ 2 millions de personnes. C'est la participation la plus élevée à un enterrement dans l'Histoire pour une personne ne faisant ni partie de la famille royale, ni du gouvernement. Il est porté en terre le lendemain, le 25 juillet.

## Voir également
- Chea Vichea, syndicaliste indépendant assassiné en 2004
- Chut Wutty, activiste environnemental assassiné en 2012